# Emery (Utah)
Emery – miasto w Stanach Zjednoczonych, w stanie Utah, w hrabstwie Emery.